# 欧罗尼西亚人
欧罗尼西亚人（英語：Euronesian）是对具有欧洲血统以及波利尼西亚、密克罗尼西亚或美拉尼西亚血统的混血人群的总称。这个词最常用于萨摩亚。英国或法国的殖民者、传教士和商人，复活节岛的西班牙-波利尼西亚混血后代（该岛实行的智利法律称其为梅斯蒂索人），以及关岛、北马里亚纳群岛、马绍尔群岛、加罗林群岛和帕劳等地的西班牙-密克罗尼西亚混血后代，都可归类为欧罗尼西亚人。“阿法卡西”（ʻAfakasi）是萨摩亚常用的对欧罗尼西亚人的称呼；在斐济，通常使用“凯洛马”（Kailoma）这个词称呼欧罗尼西亚人。欧罗尼西亚人还包括夏威夷的哈帕·哈欧利、塔希提半血人、小笠原群岛的欧美裔岛民、皮特凯恩岛民、诺福克岛民和帕默斯顿岛人。